# Fuori per sempre
Fuori per sempre è un album discografico in studio del cantautore italiano Garbo, pubblicato nel 1995.

## Tracce
1. È un paradiso – 4:00
2. Siviglia – 4:27
3. Dentro – 4:21
4. I ragazzi italiani – 4:10
5. Vent'anni – 3:42
6. Fuori per sempre – 3:49
7. Due foglie di settembre – 3:29
8. Australia – 3:09
9. Fabbriche d'amore in Baviera – 3:07
10. Questo ha un nome – 3:09
11. La città nella luce – 4:38
12. Guardami – 3:44
13. Un'altra primavera/Yoshiko – 4:04